# Приходько Микола Ілліч
Приходько Микола Ілліч (нар. 19 квітня 1938, с. Кірово Оріхівського району Запорізької області- 23.12.2018) — український науковець, доктор педагогічних наук, професор.

## Життєпис
Приходько Микола Ілліч народився 19 квітня 1938 року в с. Кірово (наразі село Таврійське) Оріхівського району Запорізької області.
З 1943 до 1952 року — виховувався в дитячому будинку м. Мелітополь.
В 1952 р. — учень реального училища № 2 м.Запоріжжя.
1954 р. — слюсар 4 розряду заводу п/я 18.
1956 р. — електрослюсар електроремонтного цеху заводу «Запоріжсталь».
З 1957 р. — перебував на службі в лавах Радянської армії.
1958 р. — нагороджений значком «Відмінник радянської армії».
1961 р. — старший піонерський вожатий середньої школи №28 М.Запоріжжя.
1963 р. — нагороджений значком «Кращому вожатому ЦК ВЛКСМ».
1965 р. — завідувач культурним сектором Будинку культури імені М.Горького заводу «Запоріжсталь».
1966 р. — старший піонерський вожатий середньої школи № 41 М.Запоріжжя.
В 1969 році закінчив філологічний факультет Запорізького державного педагогічного інституту. Учитель російської мови та літератури середньої школи № 41 міста Запоріжжя.
З 1988 р. — доцент кафедри педагогіки і психології Запорізького державного університету.
В 1991 році — захистив докторську дисертацію «Педагогічні основи учнівського самоврядування загальноосвітньої середньої школи».
1992 р. — завідувач кафедри проблем управління Запорізького державного університету. Професор кафедри педагогіки і психології Запорізького державного університету.
В 1993 році присвоєно вчене звання професора кафедри педагогіки і психології.
З 2000 року — професор, завідувач кафедри управління і соціальної педагогіки Запорізького державного університету за терміновою угодою. Член спеціалізованої вченої ради К 64.051.19 Харківського національного університету імені В.Н.Каразіна.
В тому ж році нагороджений Знаком «Відмінник освіти України».
З 2002 року — професор, завідувач кафедри проблем управління і соціальної педагогіки Запорізького державного університету на підставі строкового договору.
З 2007 року — Завідувач кафедри дошкільної освіти та соціальної педагогіки Мелітопольського державного педагогічного університету.
З 2010 року — професор кафедри соціальної педагогіки Запорізького національного університету.

## Вчительська та наукова діяльність
Вчительська діяльність розпочалась з посади організатора позакласної та позашкільної робота і вчитель російської мови та літератури і малювання середньої школи № 72 м. 3апоріжжя.
Надалі були наступні основні етапи наукового становлення:
Асистент кафедри педагогіки Запорізького державного педагогічного інституту.
Публікує свою першу роботу «Із досвіду роботи класного керівника по профорієнтації».
Стаття «Тематичний облік знань учнів на уроках російської мови» в журналі «Русский язык и литература в школах УРСР»(рос.).
Науковий кореспондент Науково-дослідного інституту педагогіки УРСР.
Закінчив аспірантуру Науково-дослідного інституту педагогіки УРСР за спеціальністю «Дитячі, юнацькі, молодіжні комуністичні організації і педагогічна соціологія».
У 1978 р. захистив кандидатську дисертацію у Науково-дослідному Інституті педагогіки України на тему «Виховання громадсько-політичної активності старших підлітків у процесі діяльності піонерської організації», спеціальність 13.00.01 – теорія та історія педагогіки. 
Викладач кафедри педагогіки Запорізького державного педагогічного інституту.
Старший викладач кафедри педагогіки Запорізького державного педагогічного інституту.
Доцент кафедри педагогіки Запорізького державного педагогічного інституту.
Завідувач кафедри педагогіки Запорізького державного університету.
Завідувач кафедри дошкільної освіти та соціальної педагогіки Мелітопольського державного педагогічного університету імені Богдана Хмельницького.

### Основні напрямки наукової роботи
• андрагогіка;
• методика викладання соціально-педагогічних дисциплін;
• акмеологія;
• основи соціально-педагогічних досліджень;
• технології соціально-педагогічних досліджень;
• методологічні засади соціально-педагогічних досліджень;
• самовиховання та саморегуляція особистості.

### Основні публікації
• Приходько М.І. Учнівське самоврядування в сучасному вимірі. – Х.: Вид. група «Основа»: 2008. – 176 с. – (Б-ка журналу «Управління школою»; Вип..3 (63).
• Приходько Н.И. Педагогические основы ученического самоуправления: Книга для учителя.(рос.) – М.: «Просвещение», 1991 – 126 с.
• М.І. Приходько, О.М.Приходько, Н.І. Селі верстова, О.В. Турська. Словник – довідник менеджерів освіти, соціальних педагогів та працівників соціально-педагогічних служб, консультацій. – Запоріжжя: «Поліграф», 2000 – 131 с.
• Приходько Н.И., Белоусова З.И., Бойко В.Э. Семья – школа – конфликт: Книга для учителей, родителей, социальных работников, психологов и широкого круга читателей.(рос.) – Запорожье: ПО «Гамма», 1995. – 140 с.

### Ненадруковані наукові роботи
• Воспитание общественно-политической активности старших подростков в процессе деятельности пионерской организации: Диссертация на соискание ученой степени кандидата педагогических наук.(рос.) - К., 1978. - 176с.
• Педагогические основы ученического самоуправления общеобразовательной средней школы: Диссертация на соискание ученой степени доктора педагогических наук.(рос.) - К., 1991.- 377с.

## Нагороди
• Нагрудний знак «Петро Могила»,
• «Відмінник освіти України»,
• Значок «Кращий вожатий»,
• Почесна грамота Міністерства освіти і науки України.